# Joseph ibn Migash I
Ne doit pas être confondu avec Joseph ibn Migash II.
Joseph ibn Migash (ou Migas) est un Juif de cour andalou du XIe siècle, ancêtre d'une importante famille de savants.

## Éléments biographiques
Joseph ibn Migash est une personnalité éminente et respectée dans la communauté juive de Grenade, de laquelle il est vraisemblablement originaire. Son nom pourrait indiquer une ascendance berbère. Il ne semble pas s'être impliqué dans la vie politique de la cour de Grenade avant la mort de Habus, second roi de la dynastie berbère des Zirides, en 1037.
Dans les querelles de succession qui s'ensuivent entre les deux fils de celui-ci, Badis et Balkin, Joseph ibn Migash soutient le second, avec ses coreligionnaires Isaac de Leon et Nehemia Iskaffa, et les nobles maures; Badis bénéficie quant à lui du soutien de Samuel ibn Nagrela, qui avait été le vizir de son père, et du reste de la population. 
Il est élu roi en octobre 1037, et Balkin se retire; craignant qu'il ne revienne sur sa décision ou ne cherche à se venger, Badis le fait cependant exécuter. Joseph ibn Migash et les autres partisans juifs ne connaissent pas ce sort, mais ils sont contraints de quitter Grenade au plus vite.
Ils sont bien accueillis par le roi de Séville, adversaire de Badis, qui emploie Joseph ibn Migash dans le service public.

## Source
Cet article contient des extraits de l'article « IBN MIGAS, JOSEPH » par Richard Gottheil & Max Schloessinger de la Jewish Encyclopedia de 1901–1906 dont le contenu se trouve dans le domaine public.